# Josep d'Alòs i Bru
Josep d'Alòs i Bru (1730 – 1800), II marquès d'Alòs, va ser un militar català.

## Biografia
Era fill d'Antoni d'Alòs i de Rius i de Teresa Bru.
L'agost de 1745, de la mà del seu pare, Capità tinent del cos d'elit dels Granaders Reials, ingressa en aquest cos en qualitat de subrigadier. El setembre del 1747 serà ascendit a capità i destinat al regiment de dragons de Batavia, unitat llavors al comandament de Manuel d'Amat. Més endavant va aconseguir el grau de tinent general dels reials exèrcits ocupant el lloc de Governador de la plaça de Jaca. Va residir durant un temps a Fonz. Es va casar amb Maria Ventura de Mora i Areny. El seu fill primogènit Josep Maria d'Alòs i de Mora el va succeir en el Marquesat d'Alòs.